# Amastris (princesa persa)

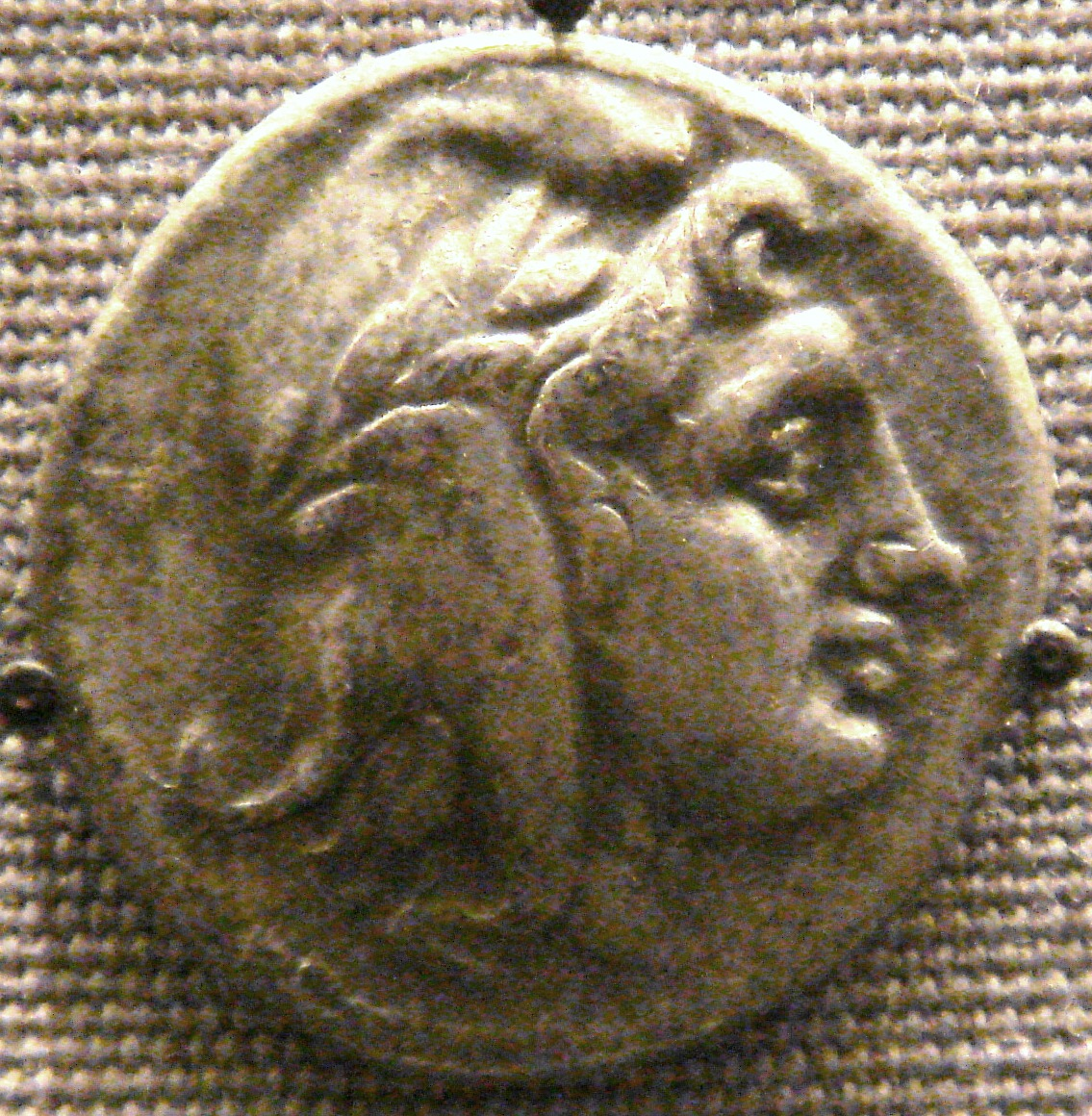
Didracma De Amastris. Fue la primera mujer en emitir monedas en su propio nombre. Museo Británico.

Amastris (Griego: Ἄμαστρις; asesinada c. 284 a.c.), también llamada Amastrine, fue una princesa persa, y gobernante de la ciudad de Heraclea. Como tal, fue la primera reina en emitir monedas en su propio nombre. También fundó una ciudad epónima Amastris, hoy Amasara, en la región de Paflagonia, Anatolia.
Fue hija de Oxatres, el hermano del rey persa Darío III.

## Matrimonios
Amastris fue ofrecida en matrimonio por Alejandro Magno a Crátero, pero éste decidió casarse con Fila, una de las hijas de Antípatro de Macedonia. Ella más tarde se casó con Dionisio, tirano de Heraclea Póntica, Bitinia, en 322 a. C.. Con él tuvo dos hijos, llamados: Clearco II y Oxyatres.
Amastris se casó con Lisímaco en 302 a. C.. Sin embargo, él la abandonó poco después para casarse con Arsínoe II, una de las hijas de Ptolomeo I Soter, el primer faraón del Egipto ptolemaico. Durante el matrimonio breve de Lisímaco y Amastris, puede que tuvieran un niño, quizás una hija, que habría sido la primera esposa de Ptolomeo Cerauno.